# Китовый (фонтан, Петергоф)
Фонтан «Китовый» — один из фонтанов Нижнего парка в дворцово-парковом ансамбле Петергофа.

## Описание
Одноструйный фонтан менажерного типа с восьмиметровым водяным столбом в форме перевёрнутого конуса с четырьмя стоящими на постаментах на равных расстояниях от него золочёными фонтанными фигурами «Дельфин», из пасти которых бьют дугообразные струи. Установлен в центральной части пруда «Песочный», имеющего размеры 135 м на 57 м.

## История
Водоём, в котором находится фонтан, спроектирован архитектором Н. Микетти по замыслу Петра I, желавшего повторить версальский фонтан «Нептун» и устроить на склоне искусственную гору «Парнас». Однако водоём, Песочный пруд, вырытый и окруженный дамбой в 1724—1727 годах под наблюдением инженера-гидравлика В. Г. Туволкова, простоял без декора шестнадцать лет. В 1732 году к пруду были подведены по предложению М. Земцова трубы для фонтана. Только в 1738—1740 годах пруд был декорирован по проекту архитекторов И. Я. Бланка и И. Давыдова исполненными по модели К. Оснера большими скульптурами «с вододействием из рта и головы». В центре помещалась вырезанная из дерева семиметровая сказочная «Рыба-кит», по сторонам — свинцовые «морские быки», отлитые в Санкт-Петербурге П. Луковниковым и прочеканенные А. Куломзиным. Лаковых дел мастер Г. Брумкорст расписал скульптуры, что придало оформлению фонтана ещё более живописный характер.
В 1738 году пруд также был углублён, его откосы выстлали дёрном, на склоне сделали «гербовый спуск» (двойной пандус с деревянной баллюстрадой). Окончательно боскет был оформлен в 1745 году, когда Б. Фок замкнул его высаженными в линию деревьями.
В 1800 году, после того как убрали обветшавшие деревянные фигуры, на их месте мастером Ф. А. Стрельниковым был устроен фонтан менажерного типа: из глади пруда бил водяной столб, окруженный четырьмя золочёными дельфинами. В 1885 году этот фонтан тоже был разобран. В 1963 году, в ходе реставрации парка после разрушений в Великую Отечественную войну, фонтан был воссоздан по чертежам XIX века. В 2003 году, к 300-летию Санкт-Петербурга, фонтан был дополнен полым металлическим шаром над центральной струёй, который через некоторое время убрали.

## Галерея

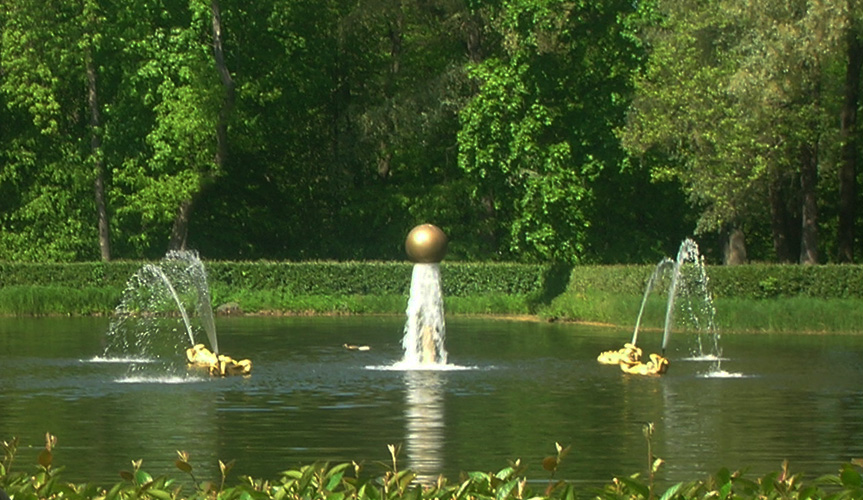
Металлический шар над центральной струёй в 2008 году
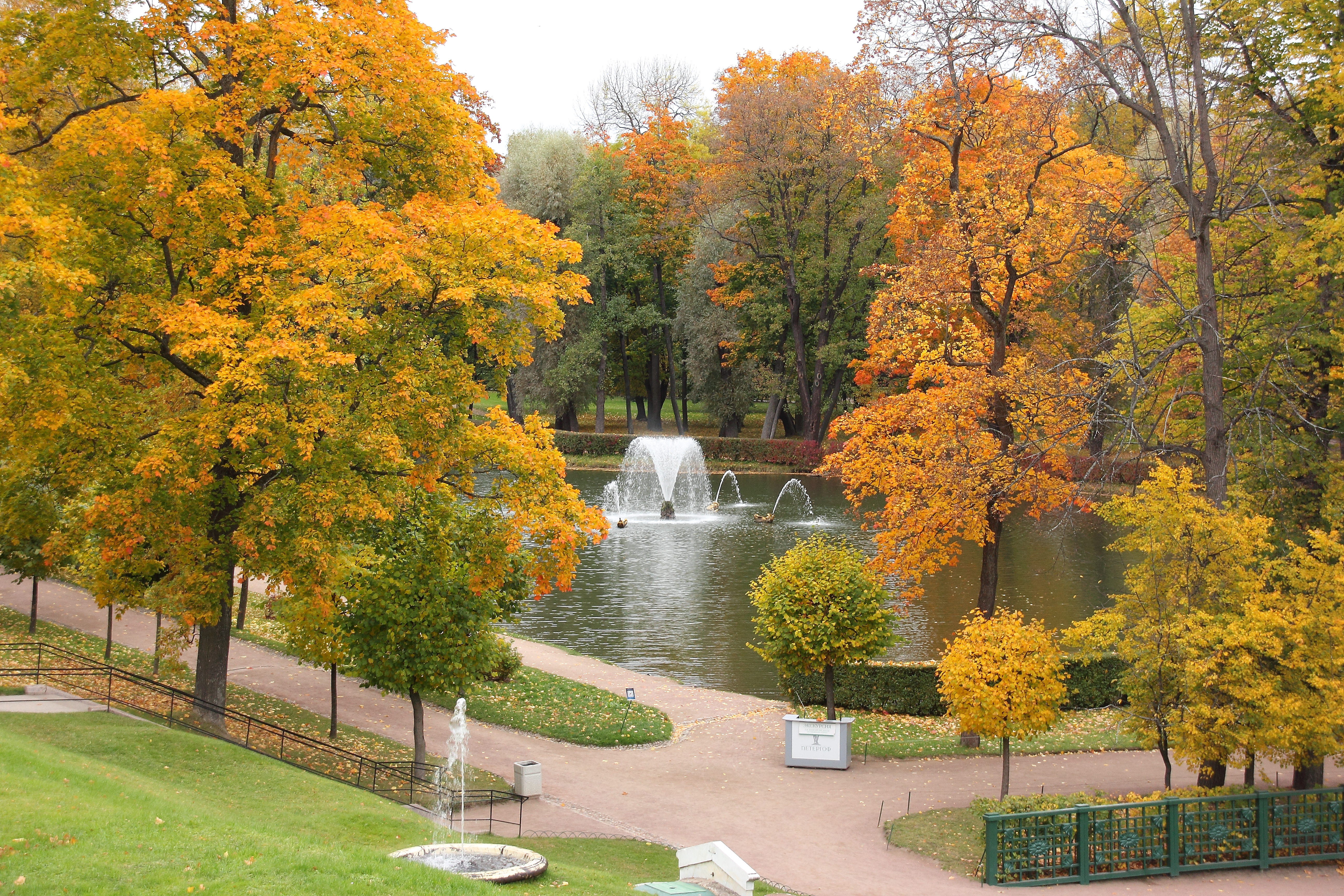
Песочный пруд
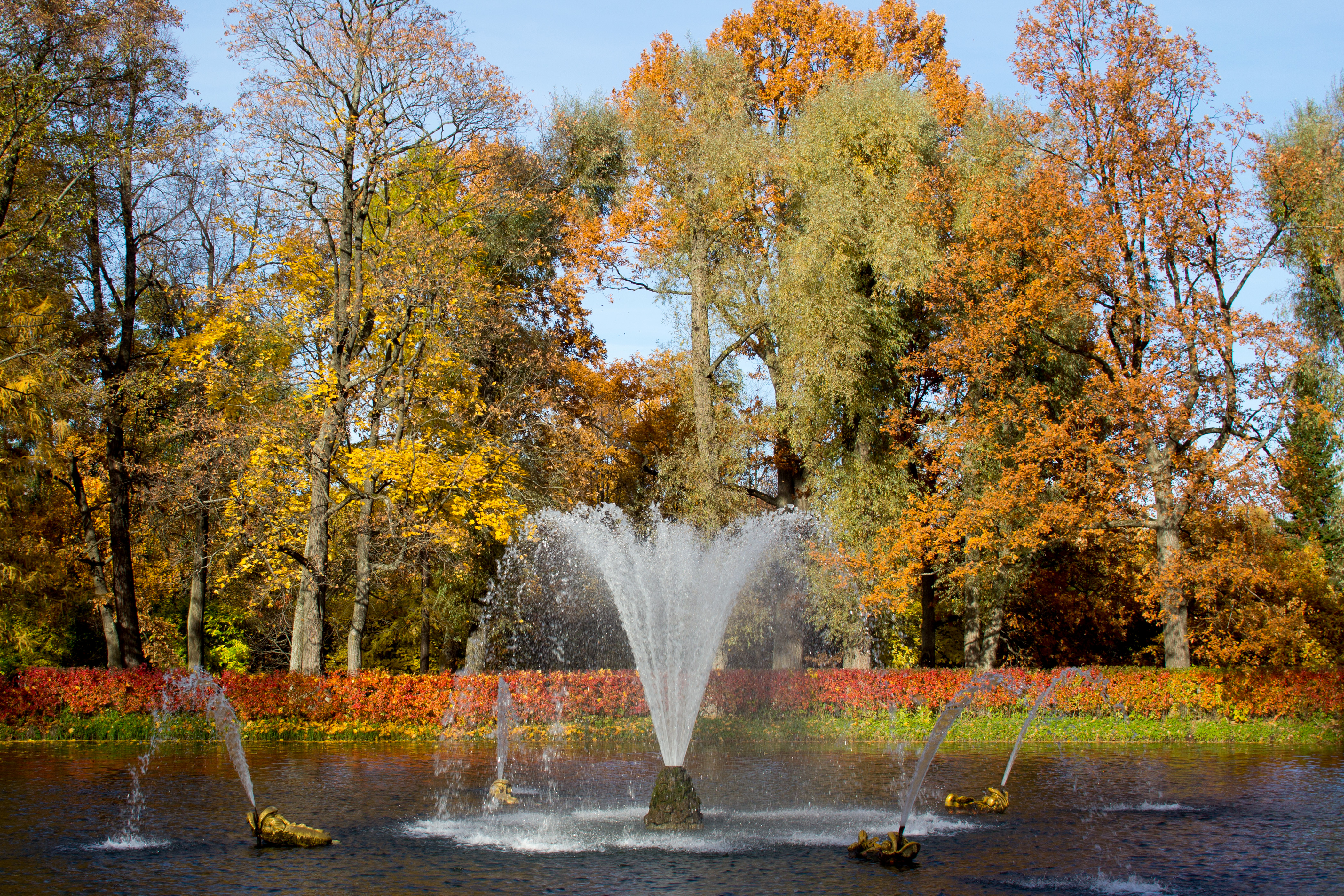
Общий вид фонтана
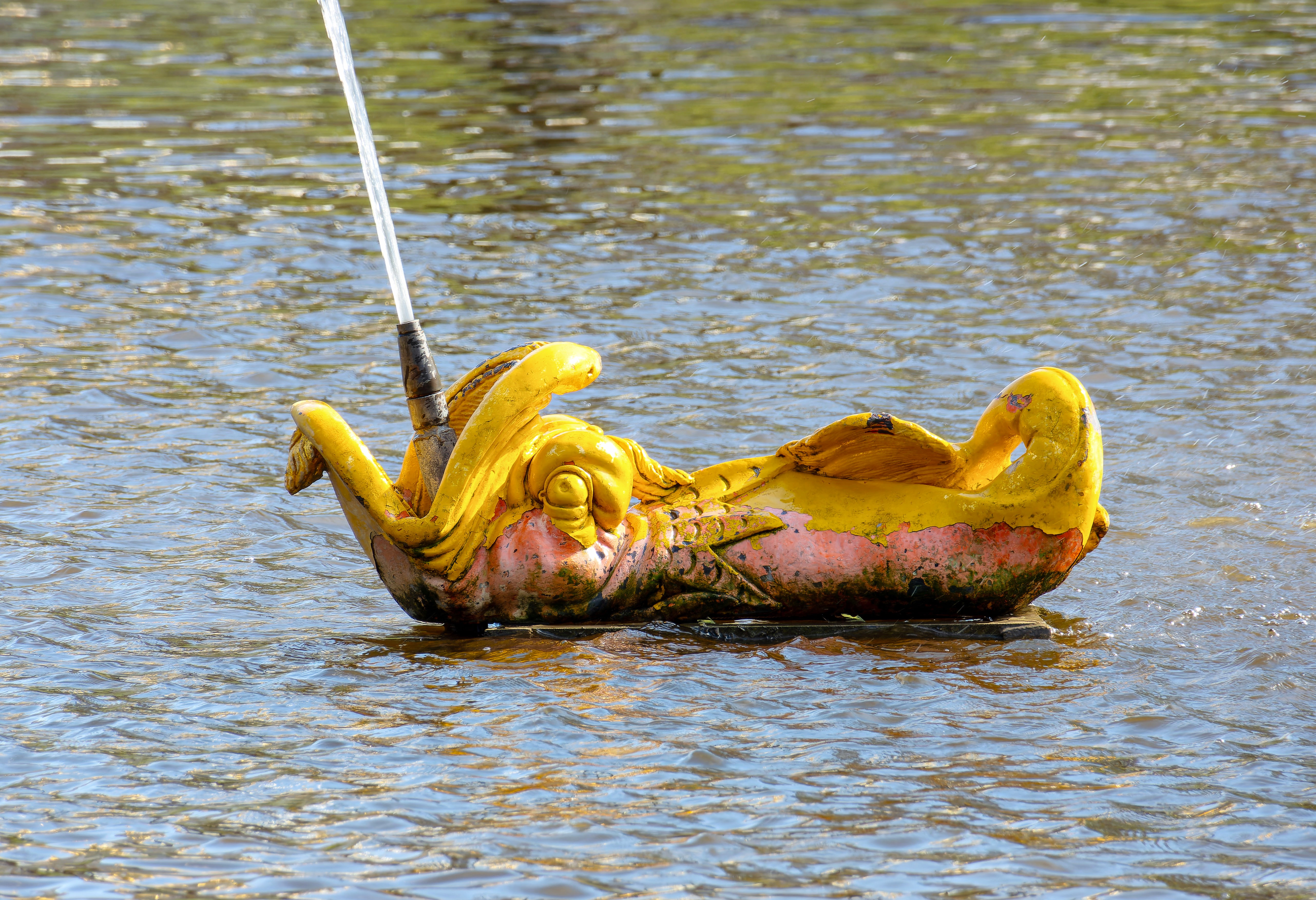
Фонтанная фигура «Дельфин»